# Dacrydium comosum
Dacrydium comosum là một loài thực vật hạt trần trong họ Thông tre. Loài này được Corner miêu tả khoa học đầu tiên năm 1939.